# Batalla de Nedao
La batalla de Nedao fue un enfrentamiento militar que tuvo lugar en Panonia el 454. Después de la muerte de Atila, y en medio de los conflictos sucesorios entre el primogénito Elak y sus hermanos, se rebelaron algunos de los pueblos vasallos germánicos que formaban parte del ejército de los hunos.
La revuelta fue liderada por uno de los generales más fieles de Atila, Ardarico, rey de los gépidos, y a la misma también se unieron los ostrogodos, acaudillados por el rey Teodomiro.
El ejército de los hunos fue derrotado, y durante la batalla o inmediatamente después murió Elak. De esta forma, gépidos y ostrogodos obtuvieron la independencia respecto del imperio de los hunos, que ya había empezado a desintegrarse. El puñado de hunos que sobrevivieron a la derrota fueron expulsados por Ardarico después de un largo asedio, y los supervivientes huyeron hacia el mar Negro.